# Mohi
Mohi (szlovákul: Mochovce) lerombolt magyar falu Szlovákiában, a Nyitrai kerület Lévai járásában, (Garam) Kálna településrésze.
A falu egykor Bars vármegye Verebélyi járásához tartozott. A település helyén építették fel az 1980-as évek elején a mohi atomerőművet (Atomová elektráreň Mochovce). A falu lakosságát Lévára és a környékbeli falvakba telepítették, a község 17,077 km²-es területét 1990-ben Kálna községhez csatolták.

## Fekvése
A ma már nem létező falu maradványai a Garam völgyében találhatóak, Lévától 14 km-re északnyugatra.

## Történelem
A falut először 1295-ben említik az okiratok „Muhy" néven. A régészeti ásatások során feltárt kőalapzat szerint a 13. században már templommal rendelkezett. Egy ideig Csák Máté birtoka volt, de 1388-tól már a lévai várhoz tartozott.
A 18. század végén Vályi András így ír róla: „Mohi. Magyar falu Bars Várm. földes Ura H. Eszterházy Uraság, lakosai többfélék, fekszik Csiffárhoz nem messze, és annak filiája, fája, legelője elég van, földgye, réttye termékeny, malma a Garam vizén, piatzozája Szent Benedeken."
Református templomát 1787-ben építették, de felújítására, tornyának megépítésére csak 1821-ben került sor. Az 1873-ban kiadott helységnévtár szerint Mohi község 113 házból állt és 742 magyar lakta, a község határa 2989 kataszteri hold, gazdagon termő vidék. A községet zömében reformátusok lakták.
Borovszky monográfiasorozatának Bars vármegyét tárgyaló része szerint: „Mohi, a verebélyi járásban fekvő magyar kisközség, 833 ev. ref. vallású lakossal. Az első okleveles említést e községről a XIII. században találjuk, a mikor neve a pápai tizedszedők jegyzékében Moha alakban szerepel. 1321-ben Károly király Myke fiainak adományozza. 1390-ben már Sárai László az ura és ezután mindvégig a lévai uradalomhoz tartozik, azonban a XVIII. század elején, a mikor Mochovcze tót néven is említve van, Vass Miklós is egyik nemesi birtokosa volt. Ref. temploma 1872-ben épült. Jelenleg a Schöeller családnak van itt nagyobb birtoka. Postája Csiffár, távirója és vasúti állomása Verebély."
1920-ban trianon elszakította, de 1938-ban az első bécsi döntés visszacsatolta Magyarországhoz. A háború után újra elvették, s a község lakóinak egy részét – a csehszlovák–magyar lakosságcsere keretében – Magyarországra deportálták. A végső csapást azonban az atomerőmű építésének beindítása jelentette a településre: a falut hivatalosan megszüntették, lakói a környékbeli falvakban, Léván és Verebélyen telepedtek le. A házakat a hatóságok lerombolták. Csak templomát és temetőjét hagyták meg, az atomerőmű hűtőtornyainak árnyékában. Templomát raktárként használták, egyéni kezdeményezéseken múlott a sorsa.
2001-ben gyűjtés indult az elhagyott mohi templom felújítására. Magánvállalkozók, pozsonyi, nagyszombati cégek, egyházközösségek adakozásából jelentős összeg gyűlt össze.

## Lásd még
- Garamkálna
- Kiskálna
- Nagykálna